# 吉江豊
吉江 豊（よしえ ゆたか、1974年1月5日 - 2024年3月10日）は、日本の男性プロレスラー。群馬県前橋市出身。血液型O型。
体重160kgを誇り、その体型を生かした技を使用する。
実兄はかつてWAHAHA本舗に所属していた芸人よしえつねお（貧乏生活で『銭金』に「ビンボーさん」として出演。元「ラジークイーン」）。

## 来歴
前橋市立第三中学校および樹徳高等学校時代は柔道をしており、プロレスラーを目指すために、アニマル浜口トレーニングジムに通いトレーニングを積んだ。
1994年2月に新日本プロレスに入門、同年12月9日に小島聡戦でデビューする。しかしまもなく大怪我を負ってしまい、1年近くリングから遠ざかるという苦労を味わう。さらに他の第3世代よりも入門が遅くライバルに恵まれなかったことから伸び悩む時期が続いた。
1998年の長州力の引退試合（後に現役復帰し、2019年に再度引退）は長州が5人を相手にする（5試合のシングルマッチを続けざまに行う）スタイルで行われ、その2番手として登場した。
1999年に海外武者修行へ出発。
凱旋帰国後、2000年に永田裕志・中西学・福田雅一らとユニット「G-EGGS」を結成した。
2002年4月にワイルドII（森嶋猛＆力皇猛（共にプロレスリング・ノア所属））の持つGHCタッグ王座に挑戦するも敗れた。しかし、翌月のノアの大会で森嶋相手にシングル戦で勝利した。
棚橋弘至とタッグチームを組んで、2003年6月13日にIWGPタッグ王座を獲得。
2005年1月に棚橋弘至と組み、新日代表として全日本プロレスの世界タッグ王座王者決定戦に出場するも太陽ケア＆ジャマール組に敗れた。しかし、吉江はジャマールの魅力にとりつかれ、機会があればシングルで戦ってみたいと試合後に話すも、その後、ジャマールはWWEへ復帰し、2009年12月4日に死去したため対戦は叶わなかった。2006年1月4日にジャイアント・バーナードが新日本へ参戦したり、曙とタッグを結成するなどの展開も見られた。
2006年1月19日に吉江は新日本プロレスを退団し、同時に美奈夫人も勤めていた会社を辞め吉江のマネージャーとして活動を開始。フリーになって早々にZERO1-MAXの中村社長からおコメ（業界用語でお金のこと）ではなく米一俵と沖縄和牛の物品オファーを受けるが友人であるとの設定のマスクマンY2P-160kgを送り、吉江として最初に出場するのは全日本プロレスとなった。その後、ZERO1-MAXではY2Pと5月19日から不定期で吉江、全日本、DRAGON GATEでは吉江として参戦した。ビッグマウス・ラウドではザ・グレート・カブキの新たなる家族というギミックとして「ザ・グレート・ユタ」という第二の化身も登場した。
2006年8月2日に「無我ワールド・プロレスリング」のプレ旗揚げ戦に参戦、当初は継続参戦への態度は保留していたが、8月28日に同団体への入団を表明した。ただし、オファーがあれば日程がバッティングしない範囲で他団体への参戦もあると明言していた（2007年夏のZERO1-MAX・火祭りなど）。
2006年12月3日には、初となる吉江プロデュースの興行「吉江豊ふるさと祭り」を群馬県前橋市で開催した。ふるさと祭り興行は、2007年、2008年にも開催された。2008年以降は、ふるさと祭り以外にも「吉江豊イッパチプロレス」等と銘打った小規模な興業のプロデュースを行った。
2007年12月13日には無我ワールド最終興行にて「DRAGON CUPトーナメント」優勝を果たし、新団体「ドラディション」ではエースとして活躍した。また、平行して古巣・新日本での中西学との規格外タッグや、ハッスルでの「ボノちゃん部屋のおかみさん・よしえちゃん」としての活動も行っていた。
2008年5月5日に行われたPREMIUMに出場し、久しぶりに新日本プロレス所属の中西とシングルマッチを行った。
2009年7月23日付でドラディションを退団し、再びフリーランスとなった。以降はプロレスリング・ノア、全日本プロレスなどを中心に参戦するが、2012年4月22日の全日本上尾大会の試合にて左足首骨折および靭帯損傷の怪我を負った。2013年1月20日の全日本前橋大会で復帰した。
公式ブログによると2015年9月14日に全日本愛媛大会に出場したのを最後に試合の記録が途絶え、その公式ブログも2016年1月1日を最後に更新していなかった。ただし、ブログ更新停止後も全盛期より数は少ないながら試合は行っていた。

### 死去
2024年3月10日、全日本プロレス・Gメッセ群馬メインホール大会に出場し、大森北斗、崔領二組とのタッグマッチ（タッグパートナーは井上凌）の試合後、控室で体調が急変し高崎市内の病院に救急搬送されたが、同日夜に死去した。50歳没。
関係者によれば、この日の試合は4カ月ぶりの実戦ではあるものの、いつも通りのパワーファイトを見せており、試合中に大きなダメージを浴びる場面は無かったといい、バックステージではコメントも出していたという。また、会場には妻も訪れており、控室での異変を知らされて駆けつけたところ「椅子に腰かけて寝ている様だったものの、全身が蒼白で息も脈もない」状態で、関係者がその場で心肺蘇生措置を行い、救急搬送中も電気ショックなどの措置が行われたが、意識を戻すことはなかったという。検視の際のMRI撮影で心臓の血管2か所に動脈硬化がみられ、それが死因につながったのではないか、と妻は通夜での挨拶の際に経緯を話している。
全日本プロレス専務取締役執行役員でもある諏訪魔が吉江死去の報を受けて遺族を弔問に訪れた際に、遺族から「死因は動脈硬化（の悪化）によるもので、プロレスの試合が直接の原因でない」ことを告げられたと明かしている。
通夜は同月14日、葬儀・告別式は同月15日前橋市内の斎場で行われ、葬儀には全日本・新日本も含めたプロレス関係者など約130人が参列した。新日本プロレス代表取締役社長の棚橋弘至がプロレス界を代表して弔辞を述べ、出棺時は棚橋、藤田和之、征矢学らが棺を担い、テンカウントの弔鐘と「吉江コール」で送り出された。

## ファイトスタイル
160kgという巨体を活かしたスプラッシュ、プレスなどの圧殺系パワー攻撃を中心に試合を組み立てる、いわゆる「動けるアンコ型」のレスラーである。現在大日本プロレス所属の浜亮太は、全日本プロレスでのデビュー当時に目標として吉江の名を挙げていた。
自分の体重に誇りを持ち、「デブは誉め言葉」「痩せたと言われたらショック」とまで言い切っていた。新日本時代は自虐的コメントで注目を浴びたが、新日本退団後はもっぱらポジティブな発言が目立った。全日本参戦時は、同じアンコ型レスラーでありながら精神的な弱さを見せるブルート一生（2007年に引退）のよき兄貴分となり、タッグを組んで「デブの戦い方」を伝授していた。
リング外での言動や体型、ピンクのコスチュームなどから受けるコミカルな印象とは裏腹に、プロレスそのものに対する態度や、リング上でのファイトはかなり真摯なものであった。そのため、大麻取締法違反発覚により廃業状態になっていた嵐が無我ワールドで復帰しようとした際に強く異を唱えていた。

## 得意技
日本人離れした体重を生かしての圧殺ファイトを身上としていた。海外遠征後は、裏拳やボディプレスといった技をメインに扱うことが多かった。
ボディプレス
近年の吉江のフィニッシュ・ホールド。その場で跳躍するものからランニング式とダイビング式も使用。特にダイビングボディプレスはフィニッシュとして多く用いられ、Y2P時には煌彩（ハムサンド）と名称が変わった。
ボディスプラッシュ
コーナーに串刺し状態になっている相手に突進して体当たりする技。タッグマッチなどでは数人をまとめてこの技を仕掛ける場面も見受けられた。
ランニングヒップブレス
コーナーで尻餅を付いている相手に対し、対角線上に走り自分の尻で相手を押しつぶすように圧殺する技。
フライングボディシザースドロップ
裏拳と共に、吉江が試合を組み立てる上で重要な役目を担う技。
ヒップドロップ
仰向けで倒れている相手へのジャンプして仕掛ける。
スチームローラー
仰向けで倒れている相手へのでんぐり返し。ジャンプしないサンセット・フリップ。
裏拳
吉江の裏拳は、どちらかと言うと前腕部をぶち当てる。走りこんでの裏拳、回転しての裏拳も使用。
汗っかき体質のため、夏場は「濡れダイビングボディプレス」「濡れ裏拳」などに"パワーアップ"し、相手に精神的にもダメージを与えた。
カナディアン・ハンマー
海外遠征から帰国後使用し始めた技。
カナディアンバックブリーカーの体勢から走りながら、前にフェイスバスターの形で落とす技。すぐに封印されたが新日退団後に封印を解いた。
スリーパー・スープレックス
ハーフネルソン・スープレックス
海外遠征から帰国後使用し始めた技。スリーパー・スープレックスは危険なためかすぐに封印され、ハーフネルソン・スープレックスを使うようになったが、こちらもすぐに使わなくなった。
裏足4の字固め
海外遠征から帰国後にフィニッシュとして使用していた。体重増加後は足関節を取り辛くなったため使わなくなった。
左ミドルキック
2005年のG1の際に「封印」を解いたミドルキック。

## タイトル歴
新日本プロレス
- 第44代IWGPタッグ王座（パートナーは棚橋弘至）

全日本プロレス
- 第69代世界タッグ王座（パートナーは曙）

無我ワールド・プロレスリング
- DRAGON CUP
  - 2007年大会優勝
- 東京ドームホテルカップ
  - 2007年大会優勝

闘龍門
- ヤマハカップ
  - 2008年大会優勝（パートナーはウルティモ・ドラゴン）

プロレスリングZERO1
- 第37代NWAインターコンチネンタルタッグ王座（パートナーは将軍岡本）
- 風林火山 
  - 2017年大会優勝（パートナーは将軍岡本）

## 入場曲
- Wild night

## その他
- G-EGGS加入当時は渦巻状の奇抜なヘアースタイルで話題を呼んだ。
- クセのある言動とそのルックスやピンク色のレスリングタイツ姿から新日本の癒し系とも称された。
- そのピンクのコスチュームと女性の名前のような苗字からハッスルにボノちゃんが女性と思い込んでいたメル友よしえちゃんとして登場した。
- 技をかける際の掛け声は独特の、「オッケーイ」に近いものである。
- 愛称は「よっしぃ」。ただし、週刊プロレス以外で使われることは少ない。

## ドラマ 出演
- ウルトラマンガイア第34話「魂の激突!」）（1999年、TBS） - プロレスラー 役
- ライオン丸G（2006年、テレビ東京） - ストリートギャング 役